# Kitoloncolási rendelet
A kitoloncolási rendelet egy 1290-ben, I. Eduárd angol király által kiadott rendelet, amelynek alapján száműzték az összes zsidót Angliából. Ez a kiutasítási határozat hatályban maradt az egész középkorban. A rendelet kiadása nem tekinthető elszigetelt esetnek, hanem a csúcspontja lett a több mint 200 éven át egyre erősödő üldözéseknek. Oliver Cromwell tette lehetővé a zsidóknak az újbóli visszatérést Angliába 1657-ben a hadserege pénzeléséért, befektetésekért és nagyobb kölcsönökért cserébe, több mint 350 évvel azután, hogy I. Eduárd száműzte őket onnan.

## Út a kitoloncolásig
Az első nagyobb zsidó közösségek Hódító Vilmossal érkeztek Angliába 1066-ban. Anglia meghódításakor Vilmos bevezette azt a korra jellemző tisztán feudális rendet az országban, hogy minden földbirtok és ingatlan hivatalosan a koronához tartozik. (Korábban a birtokok régi nemzetségekhez, klánokhoz, törzsekhez, ősi családokhoz tartoztak.) A király ezekre a hatalmas királyi birtokokra nevezett ki földesurakat, akik e kinevezésért cserében szolgálatokkal és (pénzügyi és katonai) kötelezettségekkel tartoztak a királynak. A földesuraknak szintén voltak alárendeltjei, mint jobbágyok, akik az uraikhoz tartoztak és azokkal szemben voltak kötelezettségeik. De a kereskedők különleges helyzetben voltak ebben a rendszerben, amint a zsidók is. A zsidókat közvetlenül a király szolgálatára rendelték, ellentétben a lakosság többi részével, akik a földesuraikat szolgálták. Ez ellentmondásos jogi helyzetbe hozta a zsidó lakosságot; az, hogy nem kötődnek egy adott földesúrhoz és ki voltak téve a király szeszélyének időnként előnyösnek bizonyult, máskor hátrányosnak. Minden egymást követő uralkodó hivatalosan felülvizsgálta a királyi oklevelet, amelyben megadta a zsidóknak a jogot, hogy Angliában maradhassanak. A zsidókra nem vonatkozott semmilyen biztosíték, melyet a Magna Carta-val 1215-ben az ország többi lakosa kapott.
A zsidók kulcsszerepet játszottak az ország gazdaságában. Az egyház abban az időben szigorúan tiltotta a hitelnyújtást haszonért. Ez a tiltás és az a megkötés, hogy a zsidók nem végezhettek bizonyos mesterségeket és gazdasági tevékenységeket, nem tölthettek be egyes hivatalokat, nagy gondot okozott az egész európai gazdaságnak. E miatt a rendkívüli megkülönböztetés miatt és amiatt, hogy a kánonjog nem volt érvényesnek rájuk, a zsidók hitelezéssel foglalkoztak, hiszen a judaizmus megengedi hitelek adását kamatra a zsidóknak egymás közt illetve nem zsidóknak is. Ennek következtében sok zsidó foglalkozott ezzel; néhány zsidó nagy mennyiségű pénzt adott kölcsön és sokat is keresett. A király kihasználta azt az egyedülálló helyzetet, hogy a zsidók közvetlenül a korona alattvalói voltak, a zsidó vagyonra pedig súlyos adókat vethetett ki anélkül, hogy a parlament azt elfogadta volna. A zsidó közösség egyfajta óriási pénzügyi szűrőként működött: a zsidók pénzét, melyet a népnek kamatra kölcsönzött pénzből gyűjtöttek össze, a király megadóztatta, lefölözte és saját kívánságai szerint költhette el; ezzel megkerülhette egyben az egyházi kamatszedési tiltást is.
A zsidók emiatt a királyi „pénzszűrő” miatt, mint uzsorás pénzkölcsönzők szereztek kétes hírnevet maguknak, rendkívül népszerűtlenek lettek az egyház és a lakosság szemében. A zsidóellenes hangulat széles körben elterjedtté vált Európában, a középkori Anglia ebből is különösen kiemelkedett. Az az elképzelés, hogy a zsidók ördögi alakok, és gyűlölik Krisztust kezdett széles körben elterjedni, és az olyan antiszemita mítoszok is, mint a történet a bolygó zsidóról, aki állítólagos rituális gyilkosságokat követ el, Angliából származik és onnan terjedt el Skóciában, Wales-ben, majd az egész világon. Egy másik gyakori antiszemita legenda a vérvád, melyben a zsidókról azt állították, hogy gyermekekre vadásznak és meggyilkolják őket, hogy felfogott vérüket macesz készítésére használják pészahra. Az ilyen rémhírek és az uzsora miatti zsidóellenes hangulat több alkalommal zavargásokat váltott ki, ahol sok zsidót kínoztak és gyilkoltak meg. Az egyik leginkább véres korai eset 1190-ben történt, amikor több mint száz zsidót mészároltak le York városában.

## A kitoloncolás

A zsidók kiutasításai/kitoloncolásai Európában 1100 és 1600 között.

A zsidók helyzete a 13. század folyamán csak még rosszabb lett. 1218-ban Anglia lett az első európai ország, ahol a zsidóknak megkülönböztető jelet kellett viselniük. Az adóztatásuk egyre fokozódó mértékben nőtt. Az 1219 és 1272 közötti időszakban 49-féle illetéket vetettek ki a zsidókra, összesen 200 000 márka értékben, ami hatalmas pénzösszeget jelentett akkor. Az első jelentős lépésre a kiutasítás felé 1275-ben került sor, amikor I. Edward kiadta a Rendelet a zsidóról okmányt. Ez a rendelet betiltotta az összes hitelezést kamatra és a zsidóknak tizenöt év haladékot adott az átállásra.
A gascogne-i hercegségben 1287-ben I. Edward király elrendelte, hogy a helyi zsidókat utasítsák ki onnan. Minden vagyonukat elkobozta a korona nevében és az összes, a zsidók felé fennálló tartozást átírták a király nevére. Mire Edward király 1289-ben visszatért Angliába, az így szerzett pénze már elfogyott, ismét súlyos adósságai voltak. A következő nyáron újra összehívta lovagjait, hogy még több adót vethessen ki. Annak érdekében, hogy az újabb adókat elfogadtassa, I. Edward cserébe lényegében felajánlotta, hogy eltávolít minden zsidót az országból. A magas adókat végül elfogadták, és három nappal később, július 18-án a király kiadta a Kiutasítási rendeletet. Az kitoloncolás egyik hivatalos indoka az volt, hogy a zsidók nem tartották be az 1275-ben kiadott rendeletet. A kiutasítás a lakosság széles körében népszerű volt, és kevés ellenállásba ütközött, gyorsan végre is hajtották.
A zsidó lakosok száma Angliában akkoriban aránylag alacsony volt, talán 2000 ember lehetett, noha egyes becslések eltérhetnek ettől. A kiutasítás végrehajtása úgy tűnik, hogy viszonylag erőszakmentes volt, bár találni néhány beszámolót az ellenkezőjéről. Az egyik kétes történet szerint egy kapitány, akinek hajója tele volt zsidókkal a Temzén, meggyőzte utasait, hogy menjenek ki sétálni vele a mederbe, míg a dagály meg nem érkezik. Aztán otthagyta őket, szó nélkül visszatért a hajójára, mikor a dagály megjött, így hagyta őket megfulladni.
A legtöbb zsidó olyan országba távozott, amely ekkor még védte őket, például Lengyelországba, ahol akkor már érvényben volt a káliszi rendelet.

## Fordítás
Ez a szócikk részben vagy egészben  az   Edict of Expulsion című angol Wikipédia-szócikk fordításán alapul.  Az eredeti cikk szerkesztőit annak laptörténete sorolja fel. Ez a jelzés csupán a megfogalmazás eredetét és a szerzői jogokat jelzi, nem szolgál a cikkben szereplő információk forrásmegjelöléseként.